# آنتون پونکراشوف
آنتون پونکراشوف (روسی: Антон Александрович Понкрашов؛ زادهٔ ۲۳ آوریل ۱۹۸۶) بازیکن بسکتبال اهل روسیه است.
از باشگاه‌هایی که در آن بازی کرده‌است می‌توان به باشگاه بسکتبال زسکا مسکو اشاره کرد.
وی در مسابقات کشوری و بین‌المللی در مجموع برندهٔ ۱ مدال طلا، ۲ مدال برنز شده‌است.